# بيرنهارت إي. مولر
بيرنهارت إي. مولر (بالإنجليزية: Bernhardt E. Muller)‏ هو مهندس معماري أمريكي، ولد في 27 ديسمبر 1878، وتوفي في 1964.